# برتازنیل
برتازنیل (انگلیسی: Bretazenil) یک داروی ضداضطراب ایمیدازوپیرولوبنزودیازپین است که از خانواده بنزودیازپین‌ها مشتق شده‌است و در سال ۱۹۸۸ اختراع شد. این دارو از نظر ساختار بسیار نزدیک به فلومازنیل آنتاگونیست GABA است، اگرچه اثرات آن تا حدودی متفاوت است. به دلیل اتصال میل ترکیبی بالا به محل‌های اتصال بنزودیازپین، جایی که به عنوان آگونیست جزئی عمل می‌کند، به عنوان یک بنزودیازپین با قدرت بالا طبقه‌بندی می‌شود. مشخصات آن به عنوان یک آگونیست جزئی و داده‌های کارآزمایی بالینی نشان می‌دهد که ممکن است نمایه عوارض جانبی کاهش یافته داشته باشد. به ویژه برتازنیل پیشنهاد شده‌است که باعث ایجاد سندرم تحمل و ترک اعتیاد کمتر شود. برتازنیل با ۱٬۴-بنزودیازپین‌های سنتی متفاوت است زیرا یک آگونیست جزئی است و به این دلیل که به زیرواحد α۱، α۲، α۳، α۴، α۵ و α۶ حاوی مجتمع‌های گیرنده بنزودیازپین گیرنده گاباآ متصل می‌شود. ۱٬۴-بنزودیازپین‌ها فقط به مجتمع‌های گیرنده بنزودیازپین α۱، α۲، α۳ و α5 GABAA متصل می‌شوند.